# Aeroporto da Ilha de Man
O Aeroporto da Ilha de Man (IATA: IOM ICAO: EGNS) (também conhecido como Aeroporto de Ronaldsway) é o principal aeroporto civil da Ilha de Man. Ele está localizado no sul da ilha, em Ronaldsway, próximo a Castletown, 11 km a sudoeste de Douglas, a capital da Ilha de Man. O aeroporto possui voos para o Reino Unido, Irlanda e as Ilhas do Canal.

## Companhias e Destinos

### Serviços Regulares
- Aer Arann
  - Dublin
  - Londres

- Blue Islands
  - Guernsey
  - Jersey

- Flybe
  - Birmingham
  - Bristol
  - Gênova (sazonal)
  - Liverpool
  - Londres
  - Manchester
  - Southampton (sazonal)

- Loganair
  - Edimburgo
  - Glasgow

- Manx2
  - Belfast
  - Blackpool
  - East Midlands
  - Gloucestershire
  - Jersey
  - Bradford
  - Newcastle

### Voos Charter
- Aer Arann
  - Paris

- Flybe
  - Palma de Mallorca
  - Menorca

### Carga
- Air Contractors
  - Dublin